# نادي بارس جنوبي جم
نادي كرة القدم بارس جنوبي جام (بالفارسية: باشگاه فوتبال پارس جنوبی جم)، والمعروف باسم بارس جنوبي جام، هو نادي كرة قدم إيراني مقره جام، بوشهر. تمت ترقيتهم إلى دوري المحترفين الإيراني 2017-18 المعروف باسم (دوري الخليج الفارسي للمحترفين) في موسم 2016-2017.
يلعب فريق كرة القدم مبارياته على أرضه على ملعب الشهداء الذي يتسع لـ 15 ألف متفرج. النادي مملوك ومدعوم من (منطقة بارس الخاصة للطاقة الاقتصادية) وسُمي باسم حقل جنوب بارس للغاز.